# Chelomadillo nitens
Chelomadillo nitens är en kräftdjursart som beskrevs av Johann Moritz David Herold 1931. Chelomadillo nitens ingår i släktet Chelomadillo och familjen Armadillidae. Inga underarter finns listade i Catalogue of Life.